# アパポーン・ナコンサワン
アパポーン・ナコンサワン（タイ語: อาภาพร นครสวรรค์、英語: Apaporn Nakornsawan、1968年7月29日 - ）は、タイ王国の女性, 歌手。本名ジャンペン・コンプラゴーブ（タイ語: จันทร์เพ็ญ คงประกอบ）。
タイ北部ナコーンサワンの貧しい農家に6人きょうだいの4番目の子として生まれる。ナコーンサワン・ラチャパット大学では人文科学の学士号を取得した。
プロデビュー後は地道な歌手活動を続けるが、1998年に大胆なイメージチェンジを図り、派手な衣装を身にまとって演出されたミュージック・ビデオで、盛んにPRされた楽曲「ルーク・レオ・カ」（タイ語: เลิกแล้วค่ะ）が大ヒットになり、一躍国民的スターとなった。
2011年、持病であった子宮外腫瘍が進行し、腹痛や激しい背中の痛みに襲われたため緊急手術を受け、大きさ15センチの良性腫瘍を摘出した。手術はニューヨークの病院で6時間かけて行われ成功した。他に甲状腺疾患も抱えている。
2016年、同性歌手のパートナーと10年間にわたり同棲生活を送ってきたのを公表した。しかし、実際には「彼」が男性的な気質を持っており、レスビアンとは異なると主張している。